# American League Championship Series
Nella Major League Baseball, le American League Championship Series determinano il vincitore della American League e quindi la squadra che disputerà le World Series contro la vincente della National League.

## Storia
A partire dal 1969, quando le due Major Leagues  si riorganizzarono in due divisions, fu istituita una finale tra le due squadre prime classificate per determinare la vittoria del pennant, sostituendo così il sistema in vigore prima di quell'anno; fino al 1969 la squadra vincente era semplicemente quella con un miglior record di vittorie-sconfitte.
Fino al 1985 i play-off si disputavano al meglio delle 5 partite, da quell'anno in poi si giocò al meglio delle 7 gare.
Dal 1994 in poi, dopo la riorganizzazione in tre divisions, le ALCS hanno preso la forma attuale: le tre vincitrici più la miglior seconda (la cosiddetta wild card) si sfidano nelle division series, al meglio delle 5 gare. Le vincenti si sfidano nelle NLCS al meglio delle 7 per determinare il vincitore, che poi avanzerà alle World Series.

## Albo d'oro
| 1969 | Baltimore Orioles   | Minnesota Twins               | 3-0           |                              |               |               |
| 1970 | Baltimore Orioles   | Minnesota Twins               | 3-0           |                              |               |               |
| 1971 | Baltimore Orioles   | Oakland Athletics             | 3–0           |                              |               |               |
| 1972 | Oakland Athletics   | Detroit Tigers                | 3–2           |                              |               |               |
| 1973 | Oakland Athletics   | Baltimore Orioles             | 3–2           |                              |               |               |
| 1974 | Oakland Athletics   | Baltimore Orioles             | 3–1           |                              |               |               |
| 1975 | Boston Red Sox      | Oakland Athletics             | 3–0           |                              |               |               |
| 1976 | New York Yankees    | Kansas City Royals            | 3–2           |                              |               |               |
| 1977 | New York Yankees    | Kansas City Royals            | 3–2           |                              |               |               |
| 1978 | New York Yankees    | Kansas City Royals            | 3–1           |                              |               |               |
| 1979 | Baltimore Orioles   | California Angels             | 3–1           |                              |               |               |
| 1980 | Kansas City Royals  | New York Yankees              | 3–0           | Frank White, Kansas City     |               |               |
| 1981 | New York Yankees    | Oakland Athletics             | 3–0           | Graig Nettles, New York      |               |               |
| 1982 | Milwaukee Brewers   | California Angels             | 3–2           | Fred Lynn, California        |               |               |
| 1983 | Baltimore Orioles   | Chicago White Sox             | 3–1           | Mike Boddicker, Baltimore    |               |               |
| 1984 | Detroit Tigers      | Kansas City Royals            | 3–0           | Kirk Gibson, Detroit         |               |               |
| 1985 | Kansas City Royals  | Toronto Blue Jays             | 4–3           | George Brett, Kansas City    |               |               |
| 1986 | Boston Red Sox      | California Angels             | 4–3           | Marty Barrett, Boston        |               |               |
| 1987 | Minnesota Twins     | Detroit Tigers                | 4–1           | Gary Gaetti, Minnesota       |               |               |
| 1988 | Oakland Athletics   | Boston Red Sox                | 4–0           | Dennis Eckersley, Oakland    |               |               |
| 1989 | Oakland Athletics   | Toronto Blue Jays             | 4–1           | Rickey Henderson, Oakland    |               |               |
| 1990 | Oakland Athletics   | Boston Red Sox                | 4–0           | Dave Stewart, Oakland        |               |               |
| 1991 | Minnesota Twins     | Toronto Blue Jays             | 4–1           | Kirby Puckett, Minnesota     |               |               |
| 1992 | Toronto Blue Jays   | Oakland Athletics             | 4–2           | Roberto Alomar, Toronto      |               |               |
| 1993 | Toronto Blue Jays   | Chicago White Sox             | 4–2           | Dave Stewart, Toronto        |               |               |
| 1994 | Non disputata       | Non disputata                 | Non disputata | Non disputata                | Non disputata | Non disputata |
| 1995 | Cleveland Indians   | Seattle Mariners              | 4–2           | Orel Hershiser, Cleveland    |               |               |
| 1996 | New York Yankees    | Baltimore Orioles†            | 4–1           | Bernie Williams, New York    |               |               |
| 1997 | Cleveland Indians   | Baltimore Orioles             | 4–2           | Marquis Grissom, Cleveland   |               |               |
| 1998 | New York Yankees    | Cleveland Indians             | 4–2           | David Wells, New York        |               |               |
| 1999 | New York Yankees    | Boston Red Sox†               | 4–1           | Orlando Hernández, New York  |               |               |
| 2000 | New York Yankees    | Seattle Mariners†             | 4–2           | David Justice, New York      |               |               |
| 2001 | New York Yankees    | Seattle Mariners              | 4–1           | Andy Pettitte, New York      |               |               |
| 2002 | Anaheim Angels†     | Minnesota Twins               | 4–1           | Adam Kennedy, Anaheim        |               |               |
| 2003 | New York Yankees    | Boston Red Sox†               | 4–3           | Mariano Rivera, New York     |               |               |
| 2004 | Boston Red Sox†     | New York Yankees              | 4–3           | David Ortiz, Boston          |               |               |
| 2005 | Chicago White Sox   | Los Angeles Angels of Anaheim | 4–1           | Paul Konerko, Chicago        |               |               |
| 2006 | Detroit Tigers†     | Oakland Athletics             | 4–0           | Plácido Polanco, Detroit     |               |               |
| 2007 | Boston Red Sox      | Cleveland Indians             | 4–3           | Josh Beckett, Boston         |               |               |
| 2008 | Tampa Bay Rays      | Boston Red Sox†               | 4–3           | Matt Garza, Tampa Bay        |               |               |
| 2009 | New York Yankees    | Los Angeles Angels of Anaheim | 4–2           | CC Sabathia, New York        |               |               |
| 2010 | Texas Rangers       | New York Yankees†             | 4–2           | Josh Hamilton, Texas         |               |               |
| 2011 | Texas Rangers       | Detroit Tigers                | 4–2           | Nelson Cruz, Texas           |               |               |
| 2012 | Detroit Tigers      | New York Yankees              | 4–0           | Delmon Young, Detroit        |               |               |
| 2013 | Boston Red Sox      | Detroit Tigers                | 4–2           | Koji Uehara, Boston          |               |               |
| 2014 | Kansas City Royals† | Baltimore Orioles             | 4–0           | Lorenzo Cain, Kansas City    |               |               |
| 2015 | Kansas City Royals  | Toronto Blue Jays             | 4–2           | Alcides Escobar, Kansas City |               |               |
| 2016 | Cleveland Indians   | Toronto Blue Jays†            | 4–1           | Andrew Miller, Cleveland     |               |               |
| 2017 | Houston Astros      | New York Yankees†             | 4–3           | Justin Verlander, Houston    |               |               |
| 2018 | Boston Red Sox      | Houston Astros                | 4–1           | Jackie Bradley Jr., Boston   |               |               |
| 2019 | Houston Astros      | New York Yankees              | 4–2           | José Altuve, Houston         |               |               |
| 2020 | Tampa Bay Rays      | Houston Astros†               | 4–3           | Randy Arozarena, Tampa       |               |               |
| 2021 | Houston Astros      | Boston Red Sox†               | 4-2           | Yordan Álvarez, Houston      |               |               |
| 2022 | Houston Astros      | New York Yankees†             | 4–0           | Jeremy Peña, Houston         |               |               |
| 2023 | Texas Rangers†      | Houston Astros                | 4-3           | Adolis García, Texas         |               |               |

†Indica una wild card (a partire dal 1995).